# Ernest de Saint-Prix
Pour les articles homonymes, voir Saint-Prix.
Ernest Soubeyran de Saint-Prix, né le 24 mars 1806 à Saint-Péray (département de l'Ardèche), mort le 16 septembre 1876 à Saulce-sur-Rhône (département de la Drôme), est une personnalité politique française, dirigeant du parti Montagnard dans la Drôme durant la Deuxième République. Il est le fils de Hector de Soubeyran de Saint-Prix, député de toutes les assemblées durant la période révolutionnaire.

## Biographie
Hector-Ernest-Humbert Soubeyran de Saint-Prix est issu d'une famille de la noblesse du Haut-Vivarais. Son père, Hector Soubeyran de Saint-Prix, est député de l'Ardèche durant la Révolution française. 
Il est marchand de biens (actuellement, on dirait qu'il a une agence immobilière), il est fortuné, et fait l'acquisition du château de la Tour de Veyre à Saulce en 1834, avec un très vaste domaine. D'opinion républicaine, il y accueille ses amis politiques.
Lors de l’élection présidentielle de décembre 1848, il fait campagne pour le démocrate-socialiste Ledru-Rollin.
Il est placé à la tête du comité départemental des sociétés secrètes républicaines lors de sa constitution. Il est par ailleurs le principal organisateur de ces sociétés dans le canton de Loriol, outil de diffusion des idées républicaines et socialistes, mais aussi de solidarité avec les victimes de la répression policière. Il fait alors figure de chef du mouvement républicain dans le département, étant le principal contact d'Alphonse Gent dans l’affaire du complot de Lyon.
À l'été 1850, il est élu conseiller d’arrondissement de Valence à une très large majorité, en remplacement d'un conservateur mort peu avant.
Il est poursuivi par le conseil de guerre de Lyon dans le cadre de l'instruction pour le complot de Lyon. Il réussit à échapper à l'arrestation en traversant le Rhône à la nage. Il fuit d'abord en Suisse. Il revient ensuite discrètement organiser le mouvement républicain dans la Drôme ; d’ailleurs, la rumeur de son arrestation provoque des rassemblements à Cliousclat et Mirmande le 4 septembre 1850. À la suite d'une émeute à Saulce, le 2 septembre, il est condamné par contumace à 20 ans de prison.
Dans le cadre du procès pour le complot de Lyon, il est jugé (par contumace) en 1850 par le conseil de guerre de Lyon pour « assistance à des réunions à but politique non-autorisées ». Il est condamné à 2 ans de prison et 5 ans de privation des droits civiques selon le Dictionnaire biographique du mouvement ouvrier, à une longue peine selon Robert Serre.
Il ne revient en France qu’après un exil de 14 ans.